# Polyrhythmik
Polyrhythmik bezeichnet die Überlagerung mehrerer Rhythmen in einem mehrstimmigen Stück. Dabei kann jede einzelne Stimme auch einen eigenen Takt oder gar ein eigenes Metrum haben (Polymetrik).

## Verbreitung, Verwendung
Polyrhythmik findet Verwendung in Werken von Chatschaturjan (etwa als Unterteilungsrhythmik), Dmitri Kabalewski (als Komplementärrhythmik, als solche auch in Mozarts Klaviersonate Nr. 11) und Haydn (als Konfliktrhythmik).
Polyrhythmik gilt als Kennzeichen für die traditionelle afrikanische Musik und ist seit den 1950er Jahren auch im Jazz und Tango Argentino zu finden. Ausgehend von den verschiedenen Schlaginstrumenten und Trommeln in den afrikanischen Kulturen ergab sich für jedes Instrument ein charakteristisches Metrum. Es gibt in Afrika allerdings eine große Vielfalt verschiedener Arten des Musizierens. Während die Massai-Völker ihre Rhythmen beim Tanz erzeugen, indem sie sich mit diversen Rasseln und Ähnlichem behängen, haben die benachbarten Völker, zum Beispiel die Luo, komplizierte Tänze zu Trommelbegleitung erschaffen. Polyrhythmische Musik ist auch bei westafrikanischen Kulturen zu finden sowie bei allen Völkern mit Sprechtrommlern. Resultat polyrhythmischen Musizierens sind komplexe Strukturen.
Aus diesen Gegenden breitete sich die Polyrhythmik sowohl in den afrikanischen Süden als auch zu den Berbervölkern und Tuareg im Norden aus. Auch in der marokkanischen Musik findet man Polyrhythmik. Heute findet man polyrhythmische Musik auch in allen Bereichen Lateinamerikas, vor allem in der Karibik, wohin sie durch die afrikanischen Sklaven gebracht wurde.
In der Popmusik ist die Polyrhythmik zum einen in Teilbereichen des Latin Rock vertreten, zum anderen durch einige afrikanische Popmusiker. In die Neue Musik ist sie insbesondere von Steve Reich und von György Ligeti aufgenommen worden. Bekannte Vertreter des Metal-Genres, die Gebrauch von Polyrhythmik machen, sind die Bands Meshuggah und Tool. Ein bekannter Rapper, der sich der Polyrhythmik bedient, ist Blueface.